# Jäkkö (ö, lat 63,65, long 27,16)
Jäkkö är en ö i Finland. Den ligger i sjön Iso-Ii och Pikku-Ii och i kommunen Vieremä i den ekonomiska regionen  Övre Savolax ekonomiska region  och landskapet Norra Savolax, i den centrala delen av landet, 400 km norr om huvudstaden Helsingfors. Öns area är 0,4 hektar och dess största längd är 100 meter i sydöst-nordvästlig riktning.